# Sebastián Ágreda
Sebastián Ágreda (Potosí, 1795 — La Paz, 18 de dezembro de 1875) foi um político boliviano e presidente de seu país entre 10 de junho de 1841 e 9 de julho de 1841.